# 渡辺樹里
渡辺樹里 (わたなべ　じゅり 1985年3月26日 - )は、宮城県出身の女子サッカー選手。ポジションはミッドフィールダー。

## 経歴

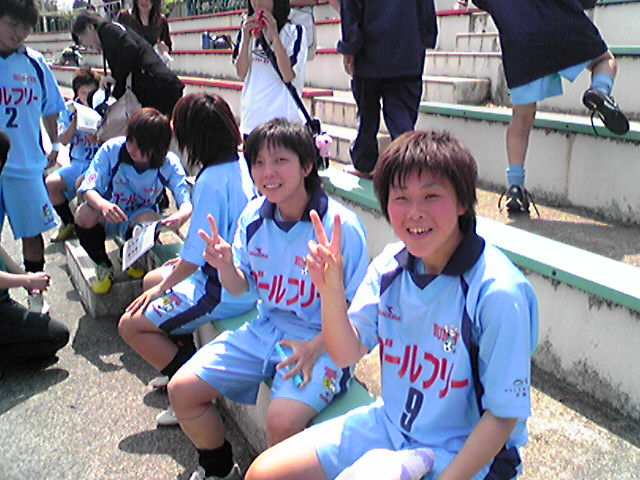
大山夏紀と (画像中央)

常盤木学園高等学校時代はサッカー部に所属。同級生に佐藤愛がいる。3年次に全日本高等学校女子サッカー選手権大会決勝戦では2得点を挙げ、同校初優勝に貢献した。
卒業後、新潟県の専門学校、JAPANサッカーカレッジに入学し、同時に当時北信越女子サッカーリーグ在籍中であったアルビレックス新潟レディースに入団。卒業まで同チームでプレーし、18試合に出場、5得点を挙げた。
同校卒業後、京都府内の企業に就職のため退団し、バニーズ京都サッカークラブに入団。現在も在籍中である。

## 成績

### 日本女子サッカーリーグ
| 年   | クラブ                          | リーグ            | 背番号 | ポジション | 試合 | 得点 |
| ---- | ------------------------------- | ----------------- | ------ | ---------- | ---- | ---- |
| 2004 | アルビレックス新潟              | L・リーグ2部 (L2) | 11     | MF         | 13   | 4    |
| 2005 | アルビレックス新潟              | L・リーグ2部 (L2) | 11     | MF         | 5    | 1    |
| 2006 | バニーズ京都サッカークラブ (SC) | L・リーグ2部 (L2) | 18     | MF         | -    | -    |
| 2007 | バニーズ京都サッカークラブ (SC) | L・リーグ2部 (L2) | -      | MF         | -    | -    |
| 2008 | バニーズ京都サッカークラブ (SC) | L・リーグ2部 (L2) | 9      | MF         | 11   | 0    |
| 2009 | バニーズ京都サッカークラブ (SC) | L・リーグ2部 (L2) | 11     | MF         | -    | -    |

### タイトル
- 全日本高等学校女子サッカー選手権大会優勝 (2002年)

## 代表歴等
- U-18宮城県選抜
- 国民体育大会 - 新潟県選抜、京都府選抜 (2008, 2009)